# Esencia (álbum de Skunk D.F.)
Esencia es el quinto álbum de estudio de la banda madrileña de metal alternativo Skunk D.F. lanzado en 2007.

## Listado de canciones
1. "Manifiesto"
2. "Himen"
3. "Supernova"
4. "Eternidad"
5. "Memoria Fotográfica"
6. "Muerte Y Destrucción"
7. "Crash"
8. "Espantapájaros"
9. "Lucha Interior"
10. "Lecciones De Vida"

## Créditos
- - Germán González voz, composición de letras y programaciones.
- - Pepe Arriols bajo eléctrico, coros.
- - Alberto Marín guitarra y coros.
- - Eduardo Brenes batería.
- - Roy Wasercier guitarra.
- - Alberto Seara producción, grabación y mezclas.